# Ptecticus spatuloides
Ptecticus spatuloides är en tvåvingeart som beskrevs av Daniels 1979. Ptecticus spatuloides ingår i släktet Ptecticus och familjen vapenflugor. Inga underarter finns listade i Catalogue of Life.